# Kortkieros
Kortkieros (ros. Корткерос) – wieś (sieło) w Rosji, w Republice Komi, ośrodek administracyjny rejonu kortkieroskiego. W 2021 liczyła 4710 mieszkańców.